# Francesco II d'Asburgo-Lorena
Francesco II d'Asburgo-Lorena (Francesco Giuseppe Carlo Giovanni) (Firenze, 12 febbraio 1768 - Vienna, 2 marzo 1835) è stato l'ultimo sovrano del Sacro Romano Impero e il primo Imperatore d'Austria con il nome di Francesco I, ultimo Duca di Milano e primo Re del Lombardo-Veneto. Era figlio di Leopoldo II d'Asburgo-Lorena e di Maria Luisa di Spagna, quindi apparteneva alla dinastia degli Asburgo-Lorena ma anche al casato dei Borbone. La sua educazione fu supervisionata dallo zio Giuseppe II, che vedeva nel nipote Francesco il suo futuro successore, in quanto non aveva figli pur essendosi sposato due volte.
La sua ascesa al trono fu segnata dall'avvento in Europa della Rivoluzione francese, che portò nel 1792 a una guerra, conosciuta come la Guerra della Prima coalizione, combattuta tra la neo Repubblica francese contro l'Austria e la Prussia. Alla fine del XVIII secolo, Francesco II dovette dare alla Francia, attraverso i Trattati di Campoformio e Lunéville, numerosi territori in Italia e in Germania, acquisendo però i territori dell'ex Repubblica di Venezia, data all'Austria nel 1797 dalla stessa Francia dopo che conquistò la Serenissima. Nel 1804, con l'aumento dell'influenza di Bonaparte in Germania, Francesco si proclamò Imperatore d'Austria, primo a detenere tale titolo (con il nome di Francesco I), probabilmente perché credeva che Napoleone sarebbe riuscito a conquistare anche il Sacro Romano Impero.
Francesco decise di ritornare in guerra contro le truppe francesi nel 1805 con la Guerra della 3° coalizione, nella quale però subì una gravissima sconfitta ad Austerlitz, a seguito della quale il Sacro Romano Impero si dissolse ufficialmente e così a Francesco rimasero le corone d'Austria, Ungheria e Boemia. Dopo un periodo di neutralità, nel 1809 l'Austria dichiarò nuovamente guerra a Bonaparte, il quale al tempo era impegnato in un conflitto in Spagna. Francesco fu nuovamente sconfitto e divenne un vassallo di Napoleone, venendo costretto a riconoscere quest'ultimo come Imperatore; inoltre diede in sposa al sovrano francese la figlia Maria Luisa. Nel 1813, l'Impero austriaco ritornò sul campo di battaglia, partecipando all'ultima coalizione contro Napoleone, che venne sconfitto definitivamente a Waterloo nel 1815. Dopo la caduta dell'Impero francese, Francesco, rappresentato dal Ministro von Metternich, ospitò il Congresso di Vienna, che portò poi alla Restaurazione dei governi precedenti alla Rivoluzione francese.
Francesco, nonostante la rivoluzione e le guerre napoleoniche, intraprese una politica conservatrice, basata su un forte uso della polizia e della censura. Tale governo permise all'Austria di mantenere una certa stabilità, ma nel frattempo affondarono radici le successive rivolte del 1848. Francesco morì nel 1835, dopo quarantatrè anni e un giorno di regno, lasciando il trono al primogenito Ferdinando I, il quale però fu dichiarato incapace di governare e fu affiancato così da un consiglio di Reggenza.

## Biografia

### Giovinezza

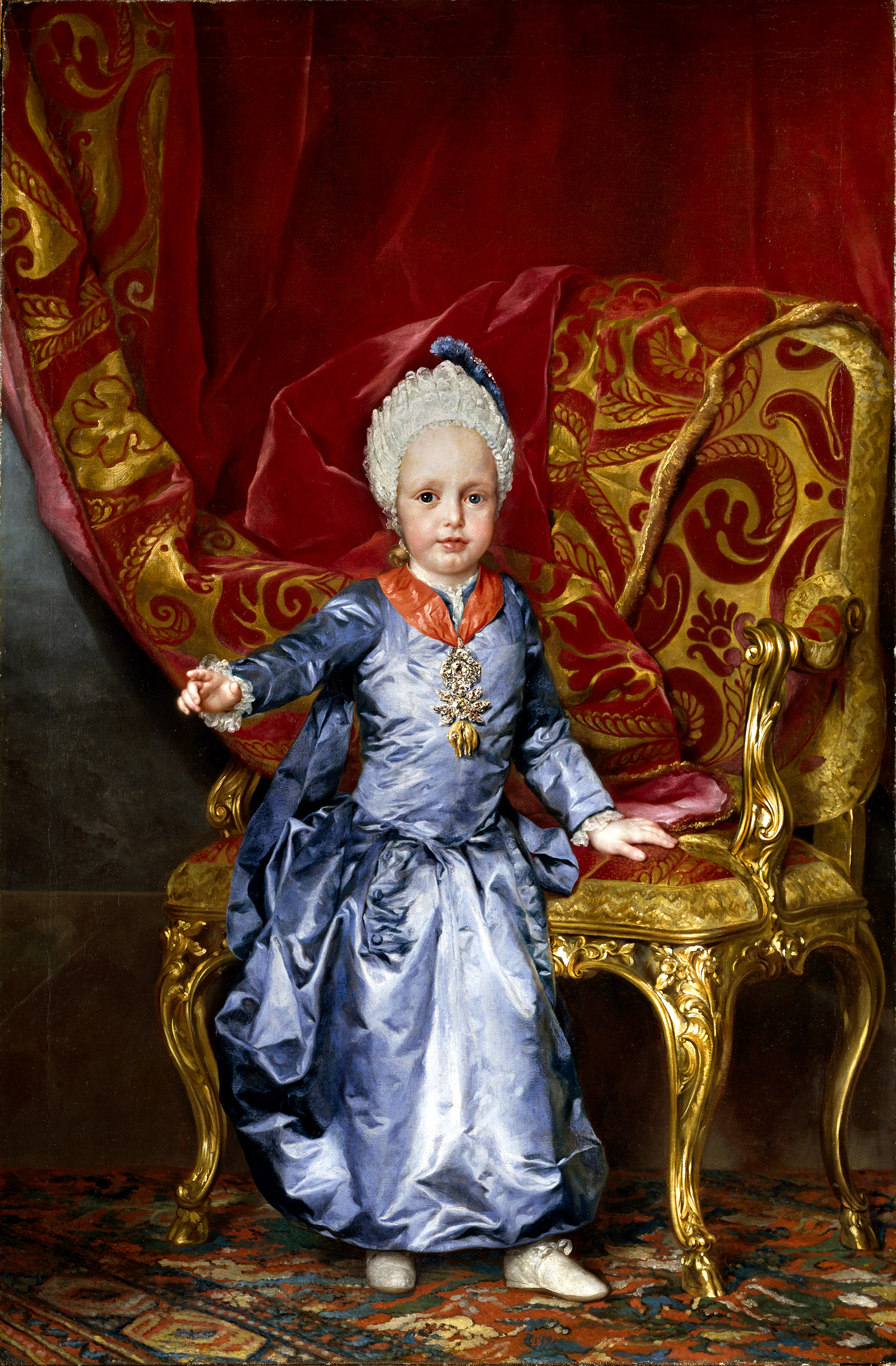
Ritratto dell'Arciduca Francesco di Anton Raphael Mengs, circa 1770, oggi Collezione del Museo del Prado.

Francesco nacque il 12 febbraio 1768 a Firenze, primogenito maschio di Pietro Leopoldo d'Asburgo-Lorena, allora Granduca di Toscana, e di Maria Luisa di Spagna; egli apparteneva così alla dinastia degli Asburgo-Lorena, creata a seguito delle nozze di Maria Teresa d'Asburgo e Francesco Stefano di Lorena, discendendo anche dalle case di Farnese, Wettin, Orléans, Borbone-Francia e Spagna. Fu battezzato con i nomi Francesco Giuseppe Carlo Giovanni. Fin da piccolo, Francesco fu destinato al trono come successore di suo zio Giuseppe II il quale pur avendo avuto due mogli non ebbe figli e di conseguenza il suo erede era il fratello minore Pietro Leopoldo, nonché padre di Francesco, che si trasferì nel 1784 a Vienna dove proseguì la sua educazione, sotto la personale supervisione dello zio l'Imperatore, seguendolo in diverse cerimonie ufficiali. Giuseppe insegnò al nipote l'arte di governare, l'addestramento militare e le capacità amministrative, mirando a plasmarlo in un sovrano capace. Nonostante questi sforzi, Francesco fu spesso percepito come privo di immaginazione e resistente al cambiamento, tuttavia, sviluppò un forte senso del dovere ed un impegno verso i valori conservatori, tratti che avrebbero definito il suo regno. Nel 1790, Francesco seguì lo zio nella Guerra russo-turca ma il 20 febbraio dello stesso anno l'imperatore Giuseppe II morì.
Sempre lo zio Giuseppe II scelse per lui la sua futura sposa, la principessa Elisabetta di Württemberg, figlia di Federico II Eugenio, duca di Württemberg e di, Federica Dorotea di Brandeburgo-Schwedt e sorella della zarina Maria Fëdorovna, moglie dello Zar Paolo I. Elisabetta venne mandata in convento per prepararsi al ruolo di Imperatrice. Francesco ed Elisabetta si sposarono il 6 gennaio 1788 a Vienna, ma il loro matrimonio terminò solo due anni dopo quando l'Arciduchessa morì il 18 febbraio 1790 poche ore dopo il parto dell'unica figlia Ludovica Elisabetta, che morì a sedici mesi di vita.

### Regno (1792 - 1835)

#### Guerre napoleoniche

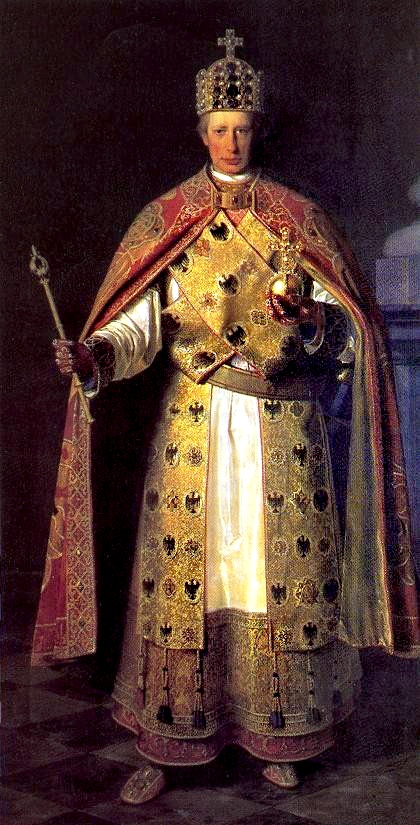
Francesco II in occasione della sua incoronazione di Imperatore dei Romani

Il 1° marzo 1792 Leopoldo II morì e così il primogenito maschio gli successe come Francesco II d'Asburgo-Lorena, venendo incoronato in luglio nella Cattedrale di Francoforte, arciduca d'Austria, re d'Ungheria e Boemia e poi Imperatore Eletto dei Romani. Alla sua ascesa al trono, l'Europa stava vivendo gli eventi della Rivoluzione francese, scoppiata nel 1789, che portò all'abolizione dell'Ancien Régime ovvero la monarchia assoluta, ed una guerra contro l'Austria e la Prussia, che passò alla storia come la Guerra della Prima Coalizione; il conflitto durò fino al 1797 e determinò la perdita dei Paesi Bassi austriaci, che vennero integrati nel territorio francese. Sempre negli stessi anni, Francesco dovette scendere a patti con il generale francese Napoleone Bonaparte, che condusse una vittoriosa campagna militare in Italia. Firmò così il Trattato di Campoformio che vedeva i territori austriaci sulla riva sinistra del Reno consegnati alla Francia, la quale in cambio donava all'Austria i territori dell'ex Repubblica veneziana.
Dopo la sconfitta austriaca a Marengo nel giugno 1800, l'Impero fu costretto a firmare il Trattato di Lunéville che imponeva all'Austria di rispettare le clausole del precedente di Campoformio, inoltre certi possedimenti austriaci in Germania dovevano essere abbandonati, come il Fricktal che passò alla Svizzera. Il controllo francese venne esteso alla riva sinistra del Reno mentre i principi tedeschi rinunciavano ai territori a ovest del fiume. Il confine contestato in Italia veniva sistemato sull’Adige, tagliando in due la città di Verona, mentre il Granducato di Toscana cadde e nacque il Regno d'Etruria, che venne assegnato a Ludovico I di Borbone in cambio del Ducato di Parma. Ferdinando, granduca di Toscana e fratello di Francesco II, ricevette in compenso alcuni territori in Germania. Ribadito il confine del Reno, le due parti si dichiaravano d'accordo nel rispettare l'indipendenza delle Repubbliche Batava, Cisalpina, Elvetica e Ligure. Nel nord Italia si ribadì l’estinzione dei feudi imperiali, e i due semi-indipendenti principati vescovili di Trento e Bressanone vennero secolarizzati ed annessi direttamente dall'Austria.

#### Nozze

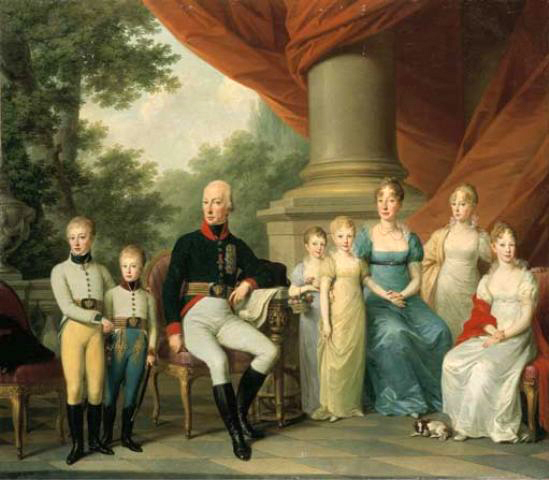
Francesco e Maria Teresa di Borbone assieme ai figli nel 1805.

Dopo essere rimasto vedovo di Elisabetta Guglielmina di Württemberg, Francesco sposò il 15 agosto 1790 la principessa Maria Teresa delle Due Sicilie, figlia di Ferdinando I delle Due Sicilie e di Maria Carolina d'Austria, nonché zia paterna di Francesco, questo faceva i due sposi primi cugini. La coppia ebbe dieci figli:
- Maria Luisa (1791 - 1847)
- Ferdinando (1793 - 1875)
- Maria Carolina (1794 - 1795)
- Carolina Luisa (1795 - 1799)
- Maria Leopoldina (1797 - 1826)
- Maria Clementina (1798 - 1881)
- Francesco Carlo (1802 - 1878)
- Maria Anna (1804 - 1858)
- Giovanni Nepomuceno (1805 - 1809)
- Amalia Teresa (1807)

Nel 1807 l'Imperatrice Maria Teresa, nata Borbone-Due Sicilie, morì e così Francesco si risposò con Maria Ludovica d'Austria-Este, sua prima cugina in quanto figlia dello zio paterno Ferdinando, governatore di Milano, e di Maria Beatrice d'Este. La terza moglie morì nel 1816 e Francesco si risposò per la quarta ed ultima volta con Carolina Augusta di Baviera, figlia di Massimiliano I Giuseppe di Baviera e di Augusta Guglielmina d'Assia-Darmstadt.

## Onorificenze

Il monogramma personale dell'Imperatore Francesco I d'Austria.

#### Imperatore d'Austria

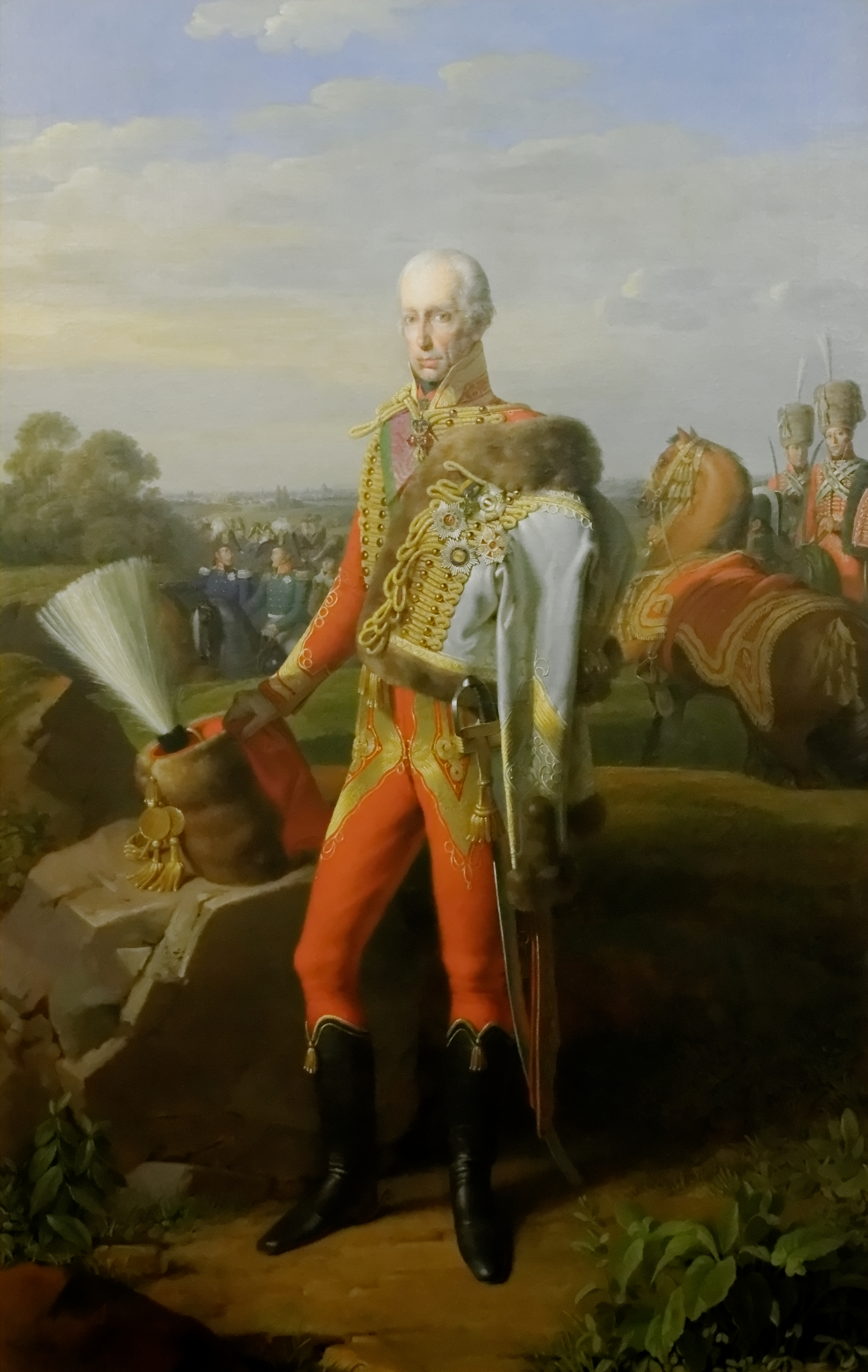
Francesco ritratto come re d'Ungheria.

Evoluzione territoriale del Sacro Romano Impero (962 - 1806).

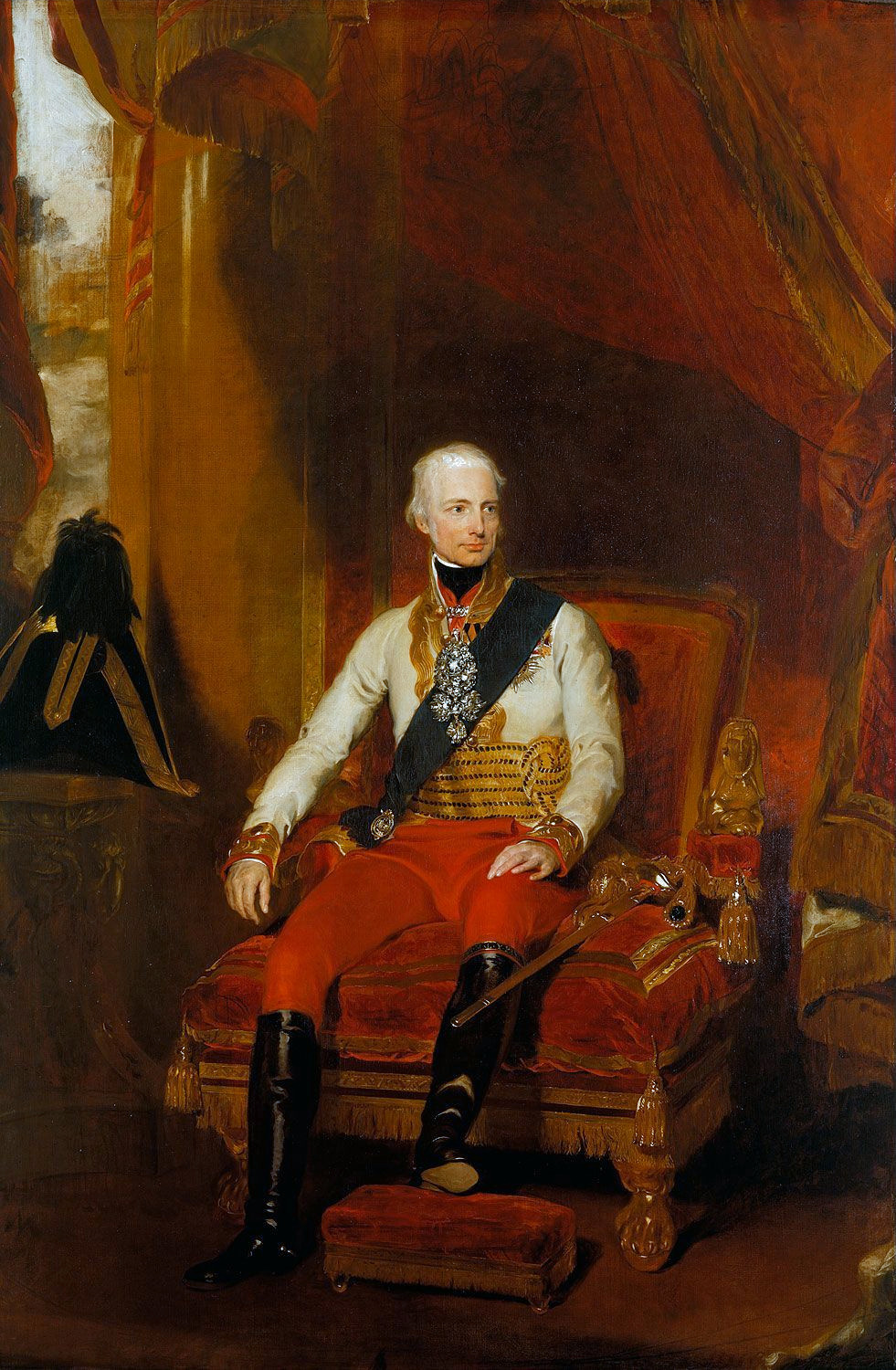
Francesco I d'Austria, ritratto da Thomas Lawrence, della Royal Collection oggi alla Waterloo Chamber di Windsor.

Il 2 dicembre 1804 Napoleone Bonaparte si autoproclamò imperatore dei francesi ed all'incoronazione era presente anche Papa Pio VII, che probabilmente temeva un'invasione francese dello Stato Pontificio. Era chiaro che Napoleone aveva collegato simbolicamente la sua incoronazione a quella di Carlo Magno, avvenuta il 25 dicembre 800, come si può vedere dalla somiglianza tra il suo titolo, "Imperatore dei Francesi", e quello di "Imperatore dei Romani", utilizzato da Francesco II e da tutti i sovrani germanici prima di lui. Con la sua presenza alla cerimonia, Pio VII approvò simbolicamente il trasferimento del potere (translatio imperii) dal Sacro Romano Impero all'Impero francese. L'incoronazione ricevette reazioni contrastanti: sebbene un ritorno alla monarchia in seguito alla rivoluzione fosse ben accolto, si temeva che la proclamazione di Napoleone a imperatore potesse spingere gli altri sovrani europei a fare lo stesso, annullando quindi il potere universale dell'imperatore del Sacro Romano Impero. Tuttavia, i funzionari austriaci si resero immediatamente contro che, se avessero rifiutato di riconoscere Napoleone come imperatore, sarebbe proseguita la guerra con la Francia, la quale però aveva già accettato la parità con l'Austria e la sottomissione al Sacro Romano Impero. Fu così che, l'11 agosto 1804, Francesco II si proclamò imperatore d'Austria, senza una nuova incoronazione, poiché aveva già ricevuto quella imperiale, per pareggiare la situazione con la Francia e per rendere gli Asburgo pari agli altri imperatori europei, dal momento che il titolo di imperatore del Sacro Romano Impero era considerato puramente onorifico. Nacque così l'Impero austriaco, che riuniva tutti i domini personali di Francesco II (Austria, Boemia ed Ungheria).

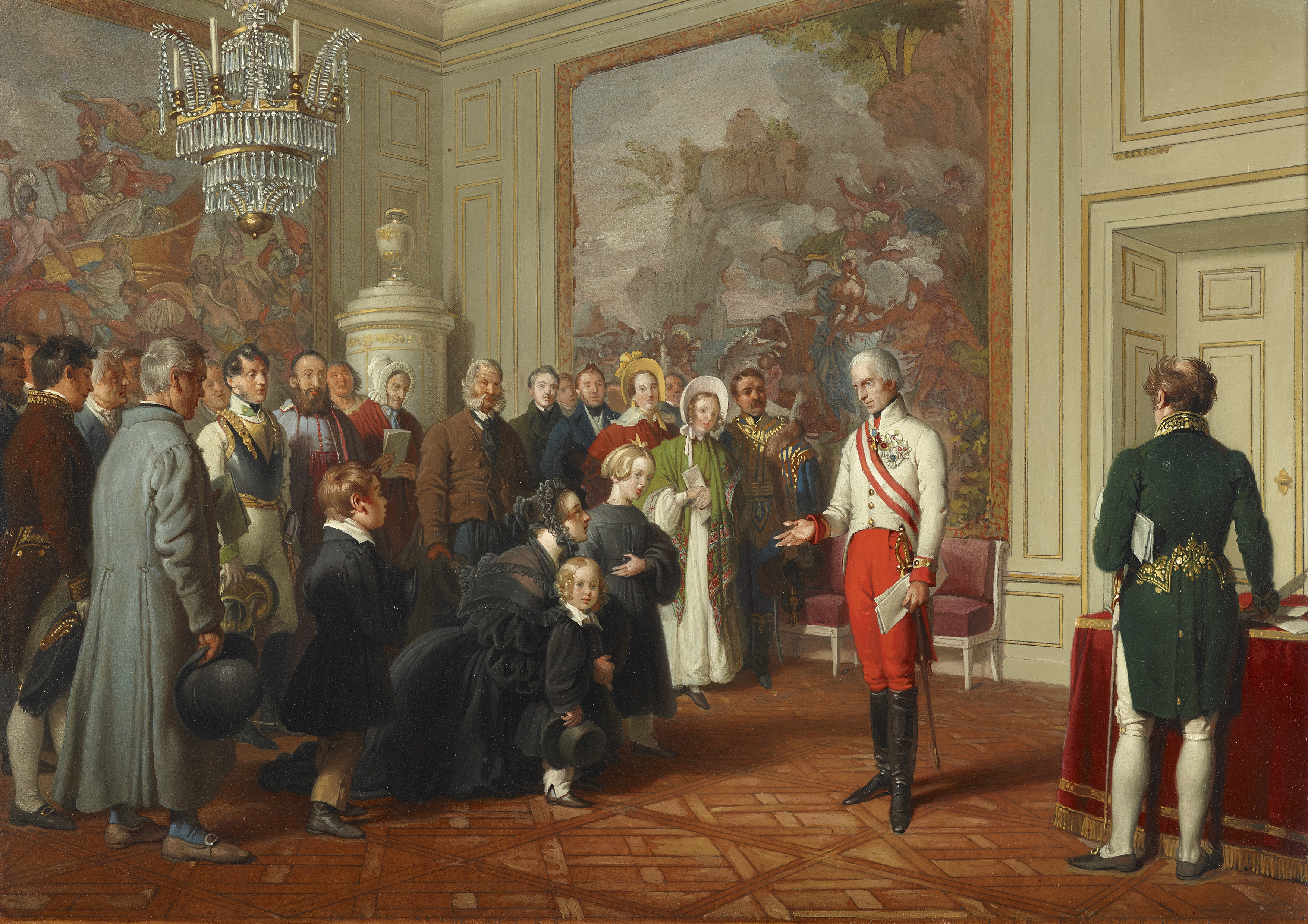
Kaiser Francesco che da udienza.

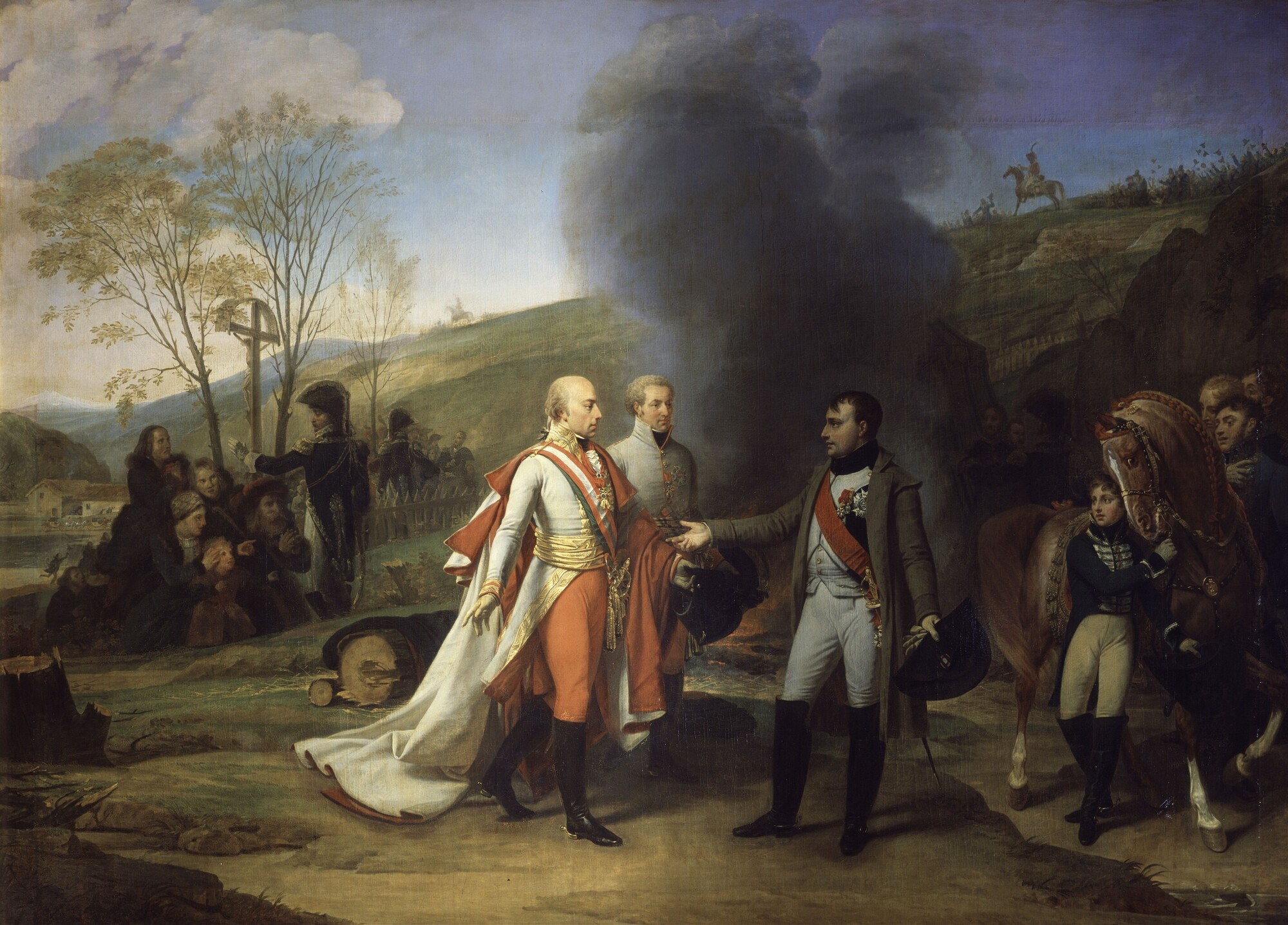
Francesco assieme a Napoleone.

Nel 1805, Francesco decise di ritornare sul campo di battaglia e si unì così nella Guerra della Terza coalizione, la quale però pose in rilievo l'inefficienza dell'Esercito austriaco che subì una pesante sconfitta nella Battaglia di Austerlitz, a seguito della quale l'Austria dovette accettare le condizioni imposte dalla Pace di Presburgo: la Baviera, il Baden e il Württemberg ottennero la piena sovranità mentre rimase incerto se il Ducato di Cleves, il Ducato di Berg e la Contea di Mark sarebbero rimasti feudi imperiali o sarebbero diventati parte dell'Impero francese. Il trattato segnò la fine giuridica, se non di fatto, del Sacro Romano Impero, ufficializzata quando l'imperatore Francesco dovette rinunciare al suo titolo nel 1806, mantenendo però il titolo imperiale d'Austria, venendo inoltre obbligato a riconoscere Napoleone come Imperatore. Nel 1809, Francesco attaccò di nuovo la Francia, sperando di trarre vantaggio dal fatto che al tempo la Francia era impegnata in un conflitto in Spagna. Fu nuovamente sconfitto e questa volta fu costretto ad allearsi con Napoleone, cedendo territori all'Impero ed unendosi al Sistema continentale e dando in sposa sua figlia Maria Luisa allo stesso Imperatore. Francesco divenne essenzialmente un vassallo del nuovo genero. Le guerre napoleoniche indebolirono drasticamente l'Austria e ne ridussero il prestigio, il che avrebbe portato la Prussia ad acquisire il vantaggio nella contesa per il predominio della Germania. Nel 1813, per la quarta ed ultima volta, l'Austria si rivoltò contro la Francia e si unì a Gran Bretagna, Russia e Prussia nella loro guerra contro Napoleone. 

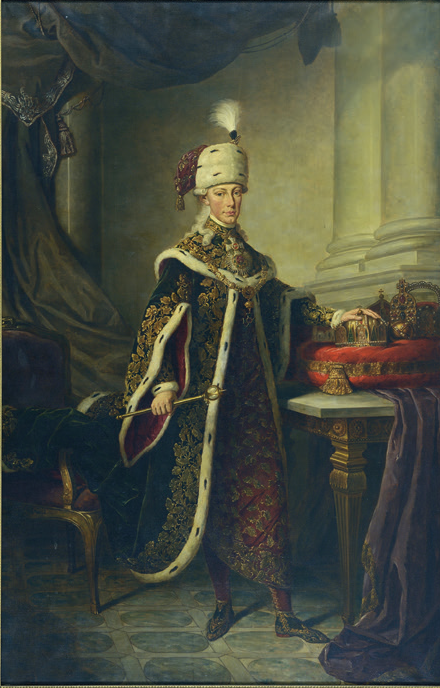
L'imperatore Francesco ritratto nelle vesti di Gran Maestro dell'Ordine reale di Santo Stefano d'Ungheria nel 1792.

L'Austria ebbe un ruolo importante nella sconfitta finale della Francia: in riconoscimento di ciò, Francesco, rappresentato da Klemens von Metternich, presiedette il Congresso di Vienna, contribuendo a formare il Concerto europeo e la Santa Alleanza, inaugurando un'era di conservatorismo e reazionarismo in Europa. La Confederazione tedesca, una libera associazione di stati dell'Europa centrale, fu creata dal Congresso di Vienna nel 1815 per organizzare gli stati sopravvissuti del Sacro Romano Impero. La dieta federale si riunì a Francoforte sotto la presidenza austriaca (infatti l'imperatore asburgico era rappresentato da un "inviato presidenziale" austriaco). Il congresso fu un trionfo personale per Francesco II il quale ebbe modo nuovamente di confrontarsi con alleati di peso, come lo zar Alessandro I di Russia e re Federico Guglielmo III di Prussia, ma negoziò un trattato segreto con Luigi XVIII di Francia, appena restaurato sul trono francese, che minacciò seriamente di compromettere i delicati rapporti diplomatici intessuti dai suoi ministri. In Austria, alla fine delle guerre napoleoniche, Francesco decise di non ripristinare il sistema dell'Ancien Régime, ma legittimò il suo governo erigendo un sistema sociale conservatore e infine reazionario, come redatto da Metternich e stabilito dalla Santa Alleanza fondata nel 1818.

#### Politica conservatrice

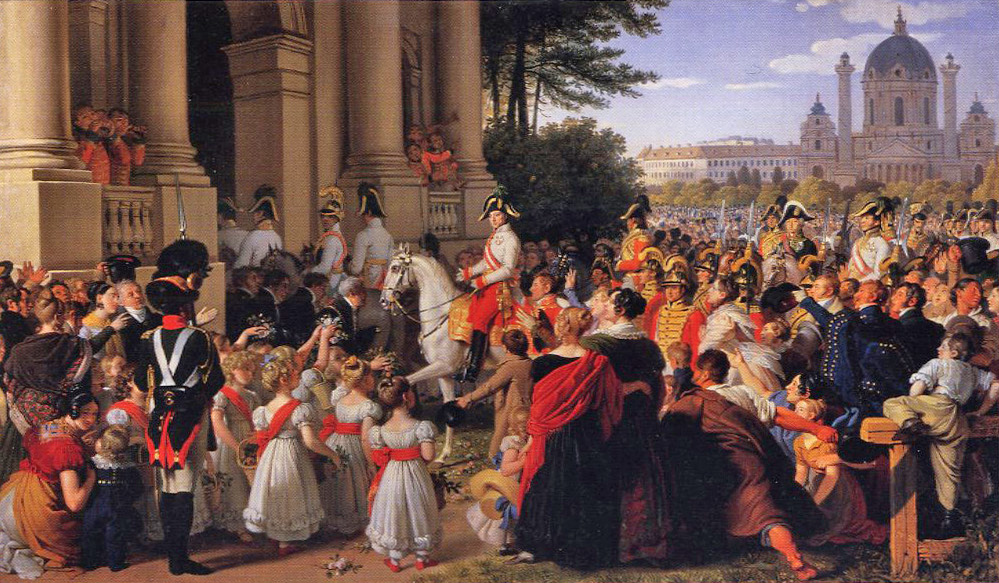
Francesco I a Vienna il 16 giugno 1814, in occasione della pace di Parigi.

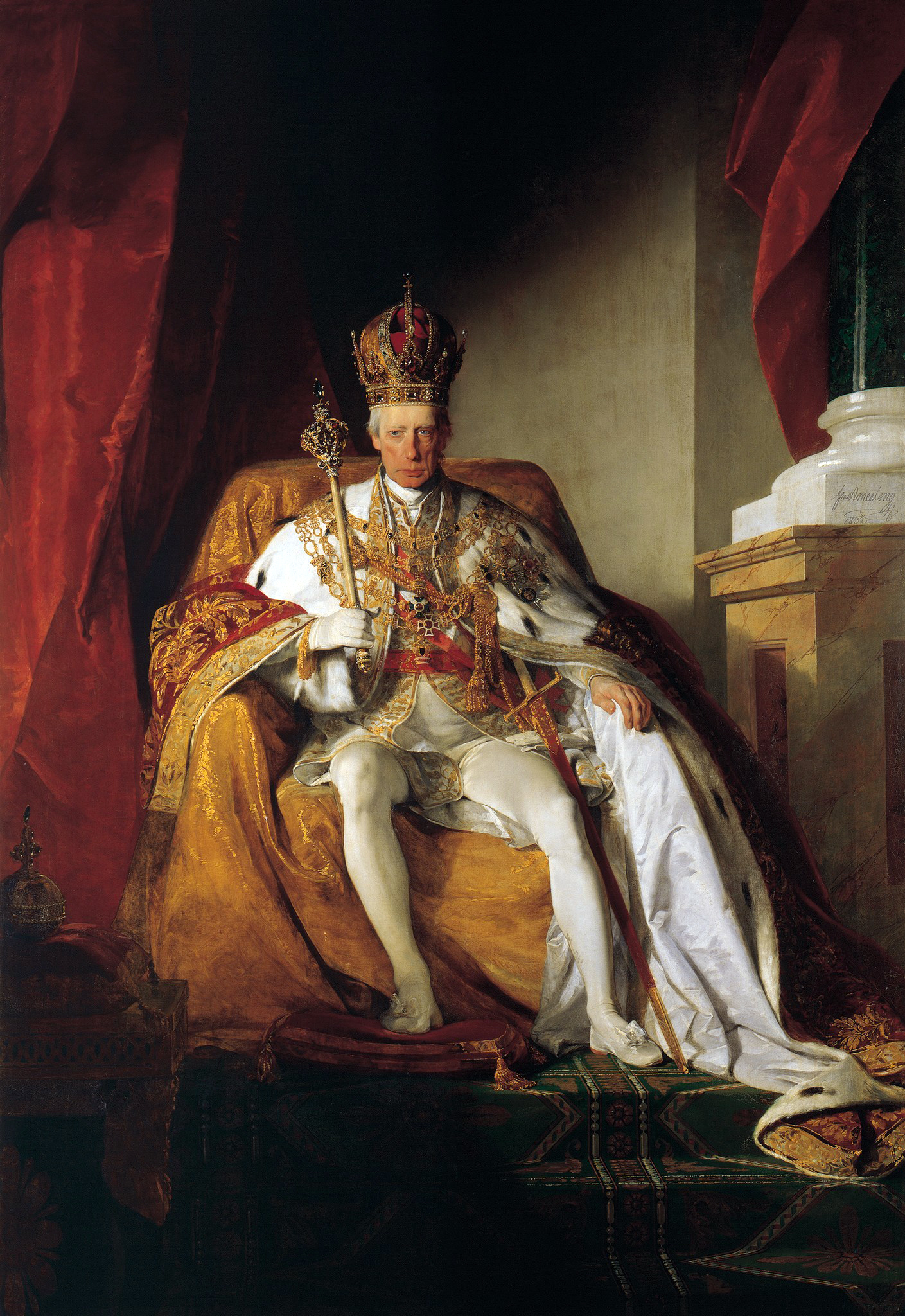
Francesco I nel 1832, ritratto da Friedrich von Amerling oggi al Kunsthistorisches Museum di Vienna.

Seguì le politiche di suo zio Giuseppe II, noto come giuseppinismo, con la sua enfasi sul ruolo della polizia, del censore e della repressione delle tendenze democratiche. Si oppose metodicamente a ogni tentativo di suggerimento di elargire delle riforme, convinto che una tale politica non avrebbe portato ad altro che a rendere instabile lo Stato. Il suo sforzo di retta amministrazione finì con lo scavare sempre più profonde differenze tra le popolazioni dell'impero, che a causa di diverse tradizioni e credenze creavano problemi all'interno della burocrazia austriaca. Burocrate egli stesso, Francesco credeva di poter eludere l’avvento del nuovo clima politico e spirituale, maturato con la Rivoluzione francese, con una meticolosa osservanza letterale dei regolamenti vigenti, con la censura e con l’oppressione della libertà di parola e di pensiero. Di qui l’aspetto poliziesco assunto dal suo governo, specie nei territori periferici divenuti aspramente antiaustriaci. Tale ostilità fu il risultato più vistoso dell’anacronismo del suo regime rigidamente paternalistico. L'influenza della Chiesa cattolica fu ripristinata, invertendo molte delle riforme ispirate all'Illuminismo dei suoi predecessori. Queste azioni facevano parte di quello che divenne noto come il Sistema Metternich, dal nome del suo influente cancelliere, che cercava di preservare il tradizionale ordine monarchico e sopprimere le attività rivoluzionarie attraverso l'azione collettiva tra le potenze europee. Mentre queste politiche fornivano stabilità a breve termine, soffocavano anche lo sviluppo sociale e politico. La resistenza di Francesco al cambiamento e la soppressione del dissenso contribuirono a far crescere il malcontento tra vari segmenti della società, tra cui intellettuali, studenti e la classe media emergente. Il suo regno divenne associato all'assolutismo reazionario, opponendosi alle correnti liberali e nazionaliste che stavano guadagnando slancio in tutto il continente. Lo storico austriaco Heinrich Drimmel così si è espresso rivedendo il classico giudizio dato dagli storici alla politica conservatrice di Francesco II: 

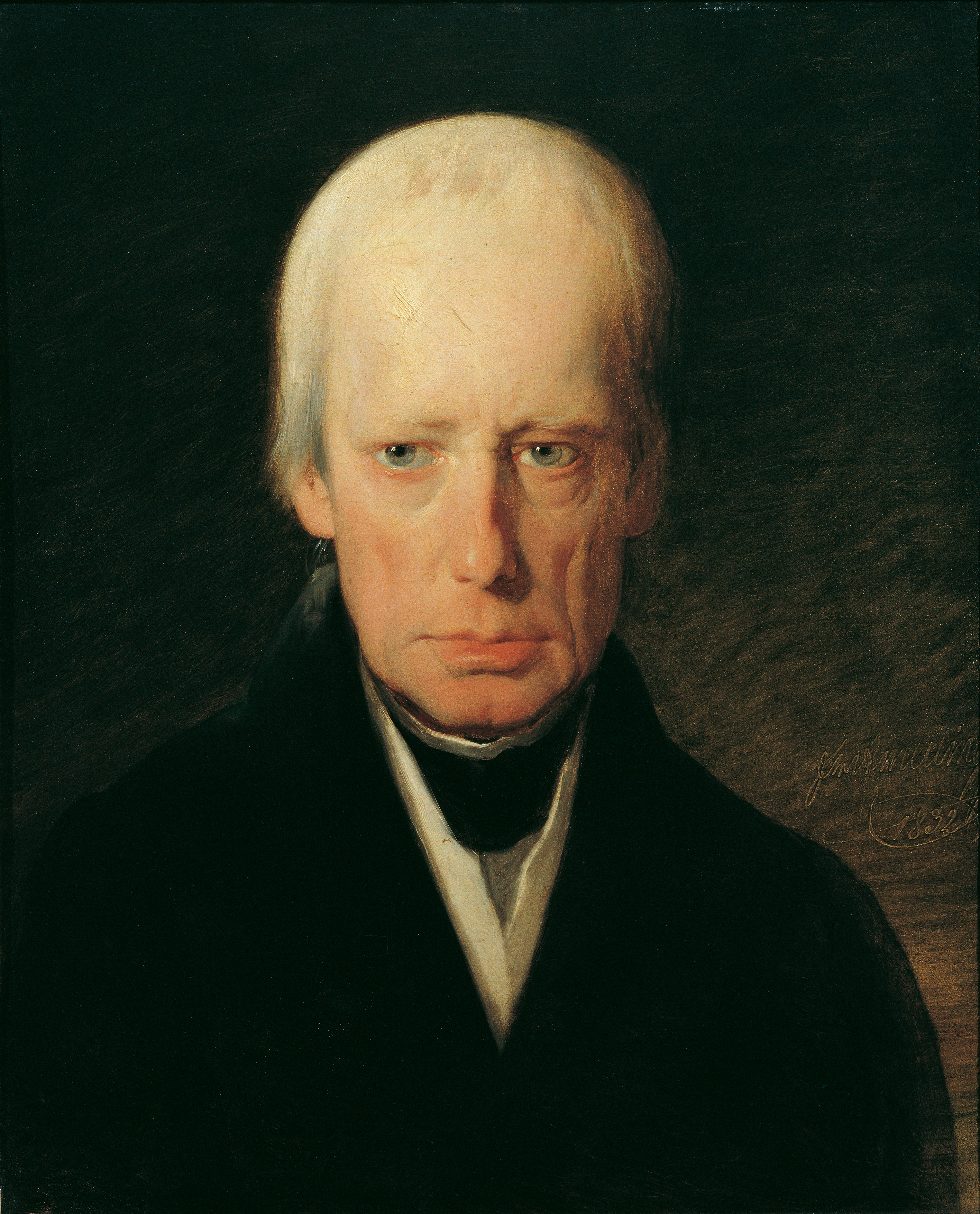
Ritratto di Francesco nel 1832 di Friedrich von Amerling oggi al Österreichische Galerie Belvedere.

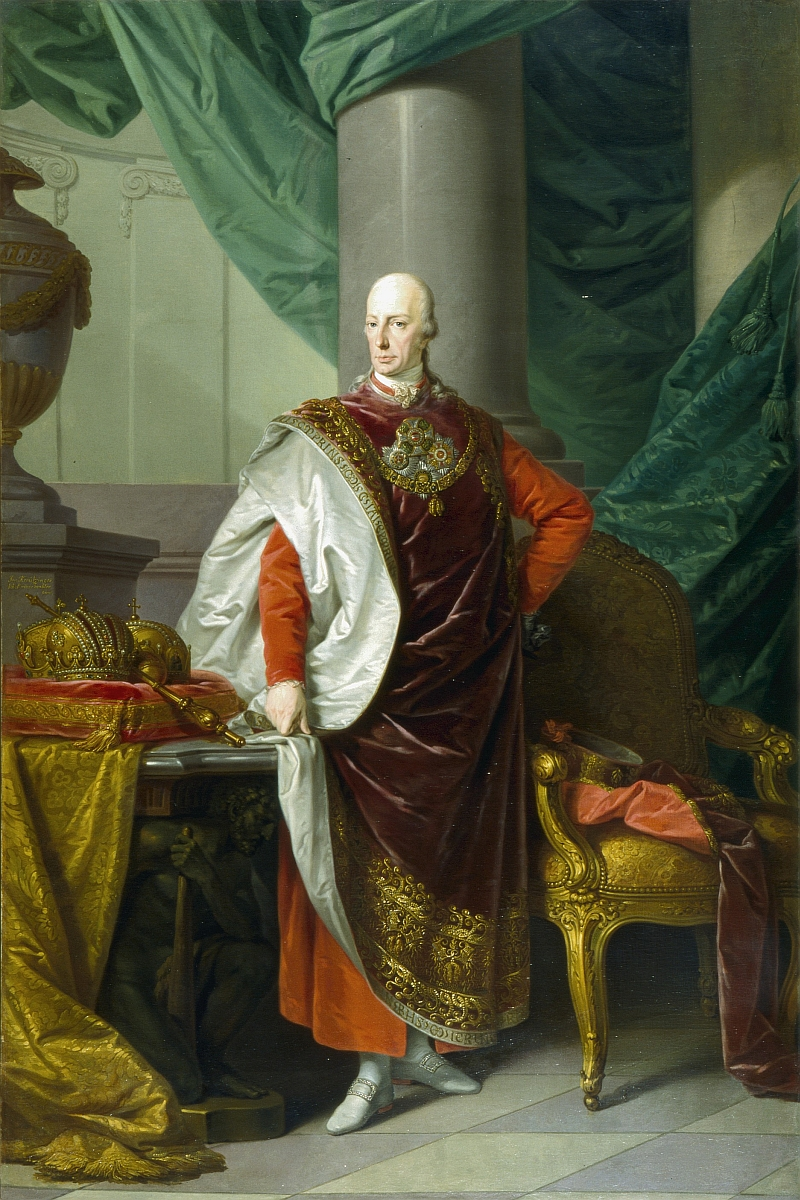
Ritratto di Francesco I d'Asburgo-Lorena con le vesti del Toson d'oro di Joseph Kreutzinger Museo di Salisburgo.

La ragione di questa politica conservatrice traeva forse le proprie origini dagli eventi della Rivoluzione francese che tanto avevano impressionato lo stesso Francesco II all'inizio del proprio regno. Nel 1794 tale durezza era stata resa necessaria per sventare una cospirazione giacobina scoperta tra le file alle armate austriache ed ungheresi; i capi di questa cospirazione vennero processati, ma i verdetti finali riuscirono solo a smussare i contorni della fitta rete di trame. Il fratello di Francesco, Alessandro Leopoldo all'epoca Palatino d'Ungheria scrisse all'Imperatore: "Anche se abbiamo colpito il grosso dei cospiratori, non siamo ancora arrivati al fondo del lavoro." I processati vennero condannati all'impiccagione ed alla pubblica esposizione, mentre molti altri vennero condannati al carcere duro (molti di questi morirono a causa delle pessime condizioni alle quali erano detenuti). A fronte di questi eventi si può facilmente comprendere come Francesco II fosse quindi portato ad essere sospettoso per natura, sfruttando la fitta rete di polizia segreta e spie seguendo l'esempio di suo padre (alla cui morte la polizia segreta toscana era una delle migliori d'Europa) ed arrivando persino a far eseguire indagini sui suoi fratelli, gli arciduchi Carlo e Giovanni, per sospette attività coi rivoluzionari. Anche la censura ebbe un ruolo rilevante nella politica interna di Francesco II: l'autore Franz Grillparzer, patriota fedele alla causa imperiale, si vide una volta censurata una sua opera per "misure precauzionali". Quando Grillparzer incontrò il censore responsabile gli chiese cosa vi fosse di negativo nel suo lavoro. Il censore replicò "Oh, nulla anzi! Ma per dovere di stato le devo rispondere "Beh non si sa mai !".

### Morte

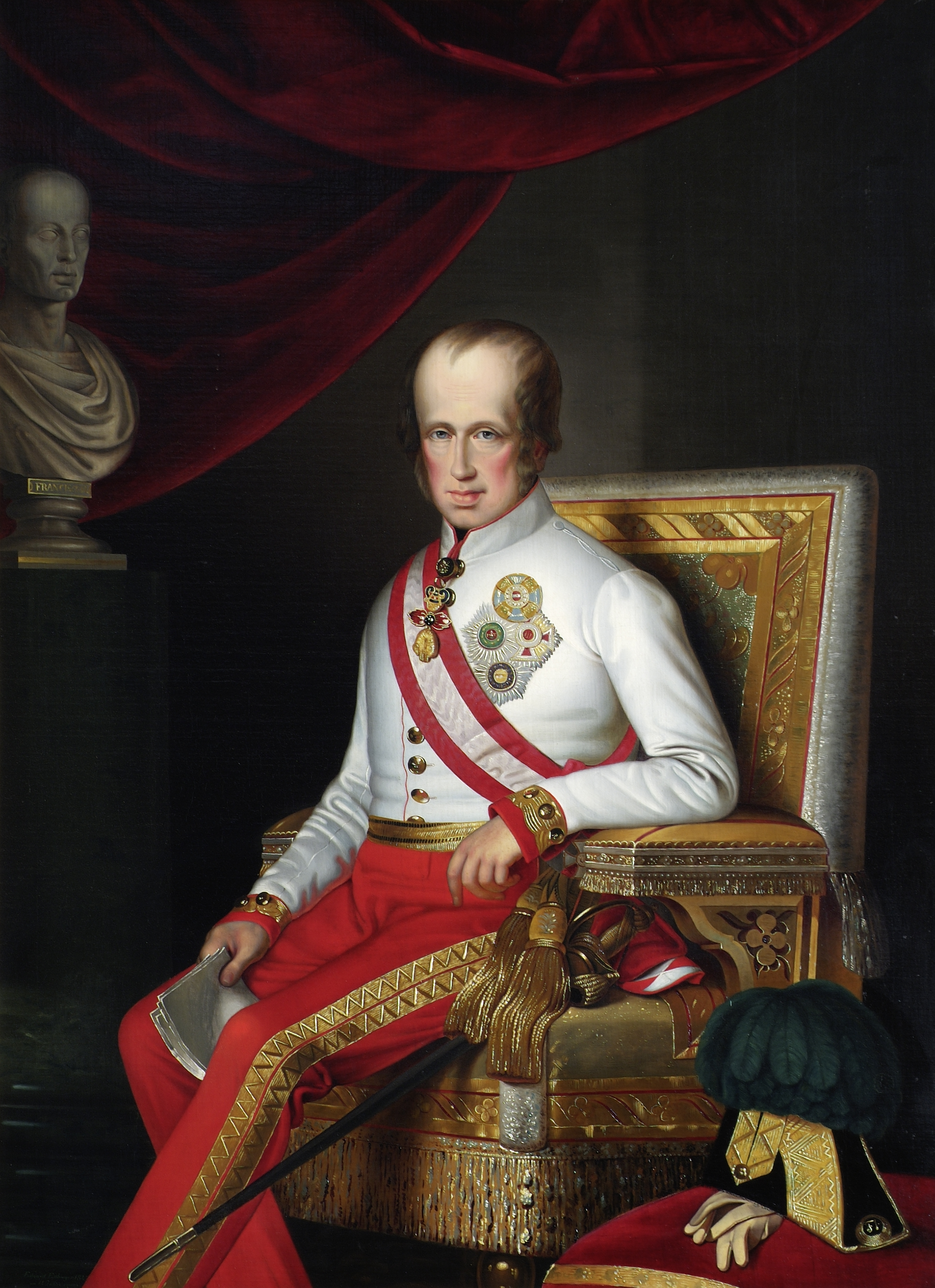
Ferdinando I d'Asburgo-Lorena.

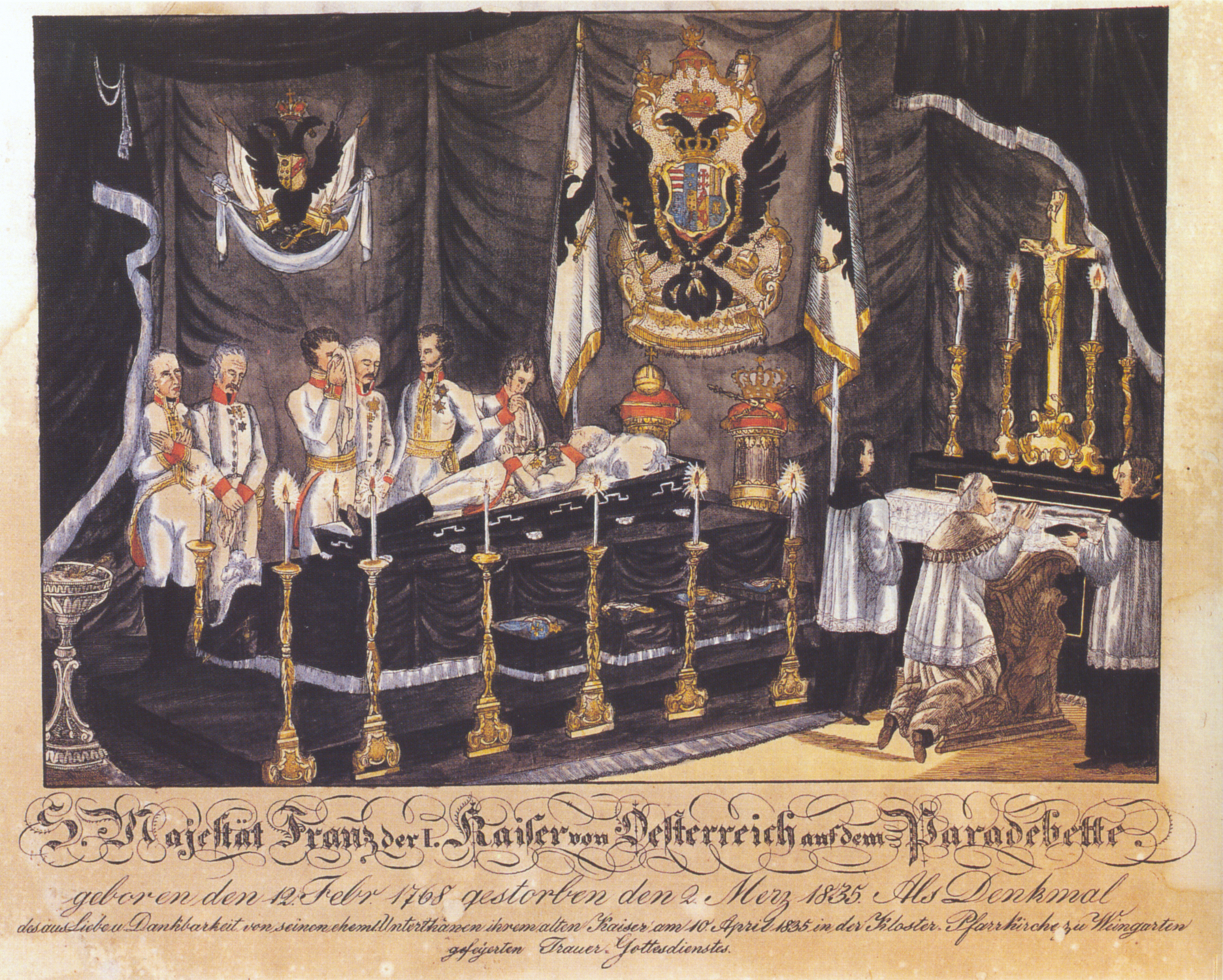
Esequie di Francesco I d'Austria.

Francesco II morì il 2 marzo 1835 a Vienna, dopo quaranta tre anni ed un giorno di governo come sovrano del Sacro Romano Impero e dell'Impero austriaco, divenendo uno dei sovrani austriaci più longevi della storia. Alla sua morte gli successe il primogenito maschio Ferdinando I che fu considerato mentalmente inadatto a governare in modo efficace. Il vero potere passò a un consiglio di reggenza guidato da Metternich e altri consiglieri, mantenendo il corso conservatore stabilito da Francesco. Ferdinando abdicò poi nel 1848 in favore del nipote, Francesco Giuseppe. Da un lato Francesco guidò con successo l'Austria attraverso un periodo di immense minacce esterne, preservando la monarchia asburgica durante i tumultuosi tempi della Rivoluzione francese e delle guerre napoleoniche. I suoi sforzi al Congresso di Vienna contribuirono a plasmare l'ordine europeo del dopoguerra, ristabilendo l'Austria come una potenza significativa. D'altro canto, però le sue politiche interne contribuirono a far aumentare le pressioni che alla fine avrebbero richiesto cambiamenti fondamentali. La soppressione dei movimenti liberali e nazionalisti, insieme al soffocamento del progresso intellettuale e sociale, alimentarono un malcontento diffuso. Queste misure repressive prepararono il terreno per le rivoluzioni del 1848, che scoppiarono in tutta Europa e posero sfide significative all'Impero austriaco.
Venne organizzato un grande funerale che partì dalla Cappella reale della Hofburg dove il suo corpo rimase esposto per tre giorni alla pubblica venerazione dei sudditi. Francesco, come da tradizione, venne sepolto nella Kapuzinergruft, Cappella dei Cappuccini, di Vienna, alla tomba n. 57, attorniato dalle sue quattro mogli. Con la sua scomparsa, la dignità imperiale passò al suo figlio maggiore Ferdinando, al quale lo stesso Francesco indirizzò il suo testamento politico con queste parole: "Preserva l'unità della famiglia e salvaguardala poiché è uno dei beni più preziosi al mondo".

## Titolatura

Grande stemma di Francesco II come imperatore del Sacro Romano Impero

Grande stemma di Francesco I come imperatore d'Austria

Francesco II modificò più volte durante il suo regno la grande titolatura ufficiale a seguito dei continui cambi geopolitici ai quali furono soggetti i suoi domini.

### 1792
Elezione a Sacro Romano Imperatore
S.M.I. e R. Ap. Francesco II per la grazia di Dio,
- eletto Sacro romano Imperatore, sempre augusto,
- Re in Germania e di Gerusalemme, d'Ungheria, Boemia, Dalmazia, Croazia, Slavonia, Galizia e Lodomiria;
- Arciduca d'Austria,
- Duca di Borgogna, di Lorena, di Stiria, di Carinzia e di Carniola,
- Gran Duca di Toscana,
- Gran Principe di Transilvania,
- Margravio di Moravia,
- Duca di Brabante, di Limburgo, di Lussemburgo e di Gheldria, del Württemberg, d'Alta e Bassa Slesia, di Milano, di Mantova, di Parma, Piacenza e Guastalla, d'Auschwitz e Zator, di Calabria, di Bar, di Monferrato e di Teschen,
- Principe di Svevia e di Charleville,
- Conte principesco d'Asburgo, di Fiandre, del Tirolo, di Hennegau, di Kyburg, di Gorizia e Gradisca,
- Margravio del Sacro Romano Impero di Burgau, d'Alta e Bassa Lusazia, di Pont-à-Mousson e di Nomeny,
- Conte di Namur, di Provenza, di Vaudémont, di Blâmont, di Zutphen, di Sarrewerden, di Salm e di Falkenstein,
- Signore della Marca dei Vendi e di Mechelen,

ecc., ecc.

### 11 agosto 1804
Proclamazione a Imperatore ereditario d'Austria
S.M.I. e R. Ap. Francesco II per la grazia di Dio,
- eletto Sacro romano Imperatore, sempre augusto,
- Imperatore ereditario d'Austria, con il nome di I,
- Re in Germania, di Gerusalemme, d'Ungheria, di Boemia, Dalmazia, Croazia, Slavonia, Galizia e Lodomiria;
- Arciduca d'Austria,
- Duca di Lorena, di Venezia, Salisburgo, Stiria, Carinzia e Carniola,
- Gran Principe di Transilvania,
- Margravio di Moravia,
- Duca del Württemberg, Alta e Bassa Slesia, Parma, Piacenza e Guastalla, Auschwitz e Zator, di Teschen, Friuli e Zara; Principe di Svebia, Eichstädt, Passavia, Trento, Bressanone, di Berchtoldgaden e Lindau,
- Conte principesco d'Asburgo, Tirolo, Kyburg, di Gorizia e Gradisca,
- Margravio di Burgau, d'Alta e Bassa Lusazia,
- Langravio in Brisgovia, nell'Ortenau e di Nellenburg;
- Conte di Montfort e Hohenems, dell'Alto e Basso Hohenberg, Bregenz, Sonnenberg e Rothefels, di Blumeneck e Hofen; Signore della Marca dei Vendi, di Verona, Vicenza, Padova,

ecc., ecc.

### 9 agosto 1806
Dopo l'abdicazione da Sacro Romano Imperatore, fu introdotta una nuova versione del titolo imperiale austriaco
S.M.I. e R. Ap. Francesco I per la grazia di Dio,
- Imperatore d'Austria,
- Re di Gerusalemme, Ungheria, Boemia, Dalmazia, Croazia, Slavonia, Galizia e Lodomiria;
- Arciduca d'Austria,
- Duca di Lorena, di Salisburgo, di Würzburg e in Franconia, di Stiria, Carinzia e Carniola,
- Granduca di Cracovia,
- Gran Principe di Transilvania,
- Margravio di Moravia,
- Duca di Sandomierz, Masovia, Lublino, Alta e Bassa Slesia, Auschwitz e Zator, di Teschen e del Friuli,
- Principe di Berchtoldgaden e Mergentheim,
- Conte principesco d'Asburgo, Tirolo, Kyburg, di Gorizia e Gradisca,
- Margravio d'Alta e Bassa Lusazia e in Istria,
- Signore delle terre di Volinia, Podlachia e Brzesz, di Trieste, di Freudenthal e Eulenburg
- Signore della Marca dei Vendi,

ecc., ecc.

### 1816
Dopo il Congresso di Vienna, fu introdotta una nuova, ultima versione della grande titolatura imperiale austriaca:
S.M.I. e R. Ap. Francesco I per la grazia di Dio,
- Imperatore d'Austria,
- Re di Gerusalemme, d'Ungheria, Boemia, di Lombardia e Venezia, di Dalmazia, Croazia, Slavonia, Galizia e Lodomiria, e d'Illiria,
- Arciduca d'Austria,
- Duca di Lorena, Salisburgo, di Stiria, Carinzia, Carniola, Alta e Bassa Slesia, Auschwitz e Zator, di Teschen e del Friuli,
- Gran Principe di Transilvania,
- Margravio di Moravia,
- Conte principesco d'Asburgo, Tirolo, Kyburg, di Gorizia e Gradisca,
- Margravio d'Alta e Bassa Lusazia e in Istria,
- Signore di Trieste e della Marca dei Vendi,

ecc., ecc.
Modifiche si resero necessarie anche allo stemma imperiale che, durante il Sacro Romano Impero, nella sua versione più estesa, era composto da un'aquila bicipite recante in petto uno scudo composto da 69 campi disposti in modo tale che ai quattro angoli si presentassero i quattro scudi dei principali domini dell'impero e cioè Ungheria in alto a destra, in alto a sinistra Boemia, in basso a destra Galizia con vicino lo stemma dei Lorena, in basso a sinistra di Venezia. Il nuovo stemma, invece, riportava al centro semplicemente lo stemma austriaco (sfondo rosso con una banda argentea al centro) a voler sottolineare ancora una volta la rinnovata centralità dell'Austria e dei domini personali della casata imperiale nel nuovo impero. Il nuovo stemma rimase tale sino al 1867 quando, con la creazione dell'Impero austro-ungarico vennero aggiunte due corone a simboleggiare le due entità regali dell'Austria e dell'Ungheria.

## Matrimoni e figli
Il 6 gennaio 1788 Francesco sposò a Vienna la principessa Elisabetta Guglielmina di Württemberg (1767 – 1790), figlia del duca Federico II Eugenio di Württemberg e della consorte principessa Federica Dorotea di Brandeburgo-Schwedt.
Dal primo matrimonio nacque una sola figlia:
- Ludovica Elisabetta (1790 – 1791), che morì ad un anno di età.

Rimasto vedovo, sposò quindi in seconde nozze la cugina prima, principessa Maria Teresa Carolina di Borbone-Napoli, (1772 – 1807), figlia di Ferdinando I, re delle Due Sicilie e della sua consorte l'Arciduchessa Maria Carolina d'Austria (1752-1814).
Dal secondo matrimonio nacquero:
- Maria Luisa (1791 – 1847), che sposò nel 1810 Napoleone Bonaparte, imperatrice di Francia fino al 1815 e poi duchessa di Parma, Piacenza e Guastalla; dopo la morte del Bonaparte, sposò nel 1821 in seconde nozze il conte Adam Albert von Neipperg e successivamente, dopo la morte di quest'ultimo, sposò nel 1834 il conte Charles-René de Bombelles;
- Ferdinando I d'Austria (1793 – 1875), successore al trono di Austria di Francesco II; sposò Maria Anna di Savoia;

- Maria Carolina (1794 – 1795);
- Carolina Luisa (1795 – 1799);

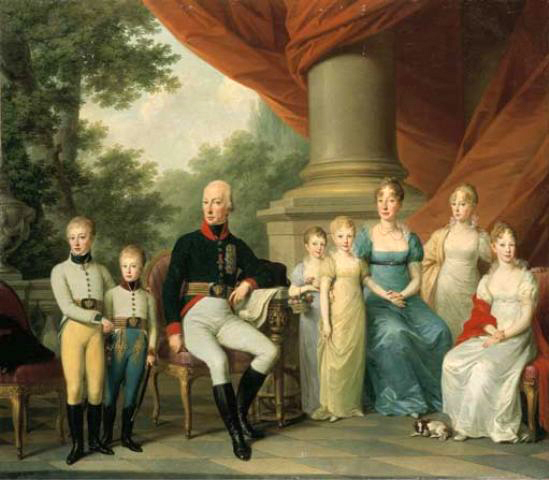
Francesco II e la sua famiglia nel 1805.

- Maria Leopoldina (1797 – 1826), che sposò nel 1817 Pietro I del Brasile;
- Maria Clementina (1798 – 1881), che sposò nel 1818 suo zio Leopoldo, principe di Salerno;
- Maria Carolina Ferdinanda (1801 – 1832), che sposò nel 1819 il re Federico Augusto II di Sassonia;
- Francesco Carlo (1802 – 1878), arciduca, che sposò Sofia di Baviera dalla quale ebbe, fra gli altri, due figli divenuti poi imperatori: Francesco Giuseppe, imperatore d'Austria, e Massimiliano d'Asburgo, imperatore del Messico;
- Maria Anna (1804 – 1858), arciduchessa d'Austria;
- Giovanni Nepomuceno (1805 – 1809), arciduca d'Austria;
- Amalia Teresa (1807), arciduchessa d'Austria.

Il 6 gennaio del 1808 Francesco sposò la cugina di primo grado Maria Ludovica Beatrice d'Asburgo-Este (1787-1816), figlia dello zio paterno Ferdinando d'Asburgo-Lorena e di Maria Beatrice d'Este.
Morta la ventottenne Maria Ludovica, l'Imperatore sposò Carolina Augusta di Baviera, figlia del re Massimiliano I di Baviera.

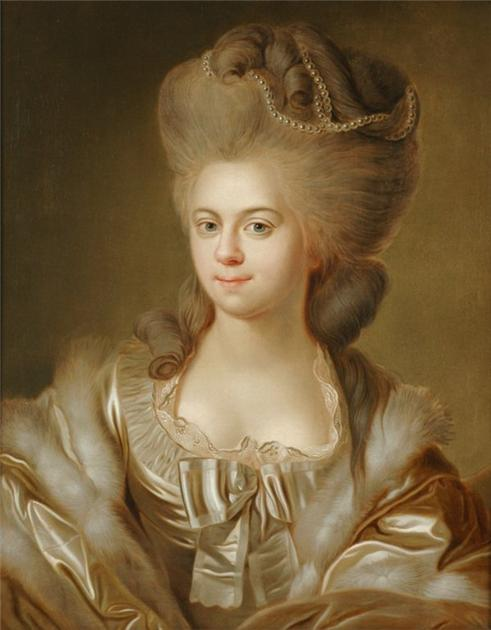
Elisabetta Guglielmina di Württemberg
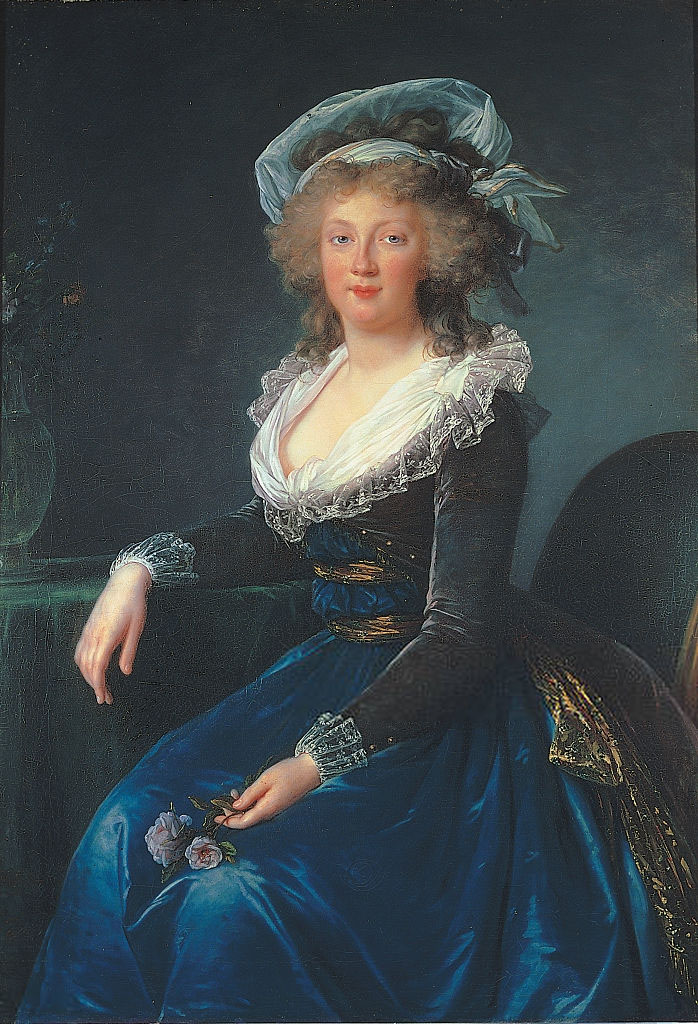
Maria Teresa Carolina di Borbone-Napoli
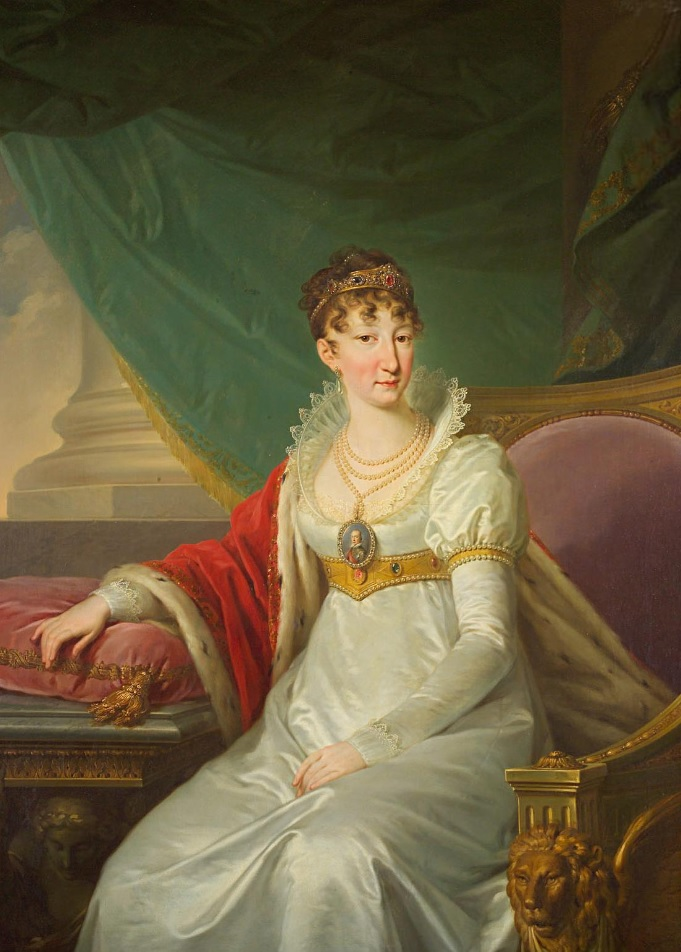
Maria Ludovica Beatrice d'Asburgo-Este
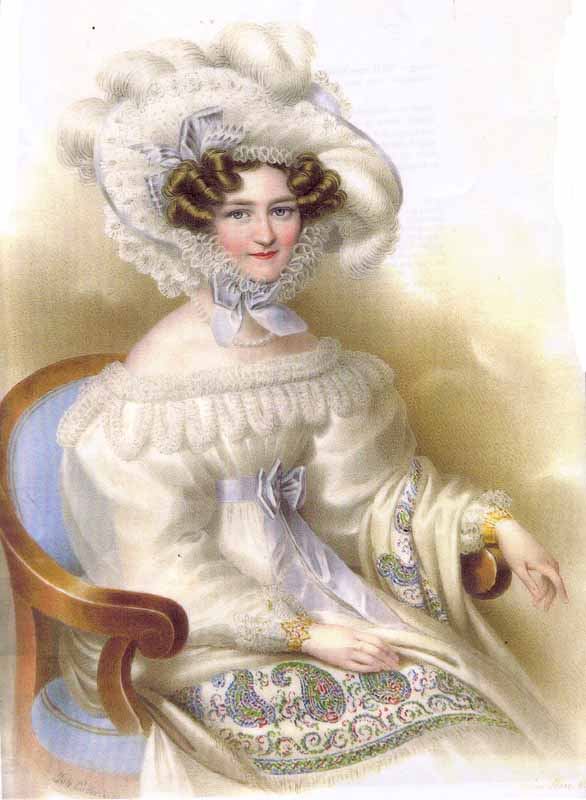
Carolina Augusta di Baviera

## Ascendenza
|                                  |                     |                                               | Genitori                                     |  |  | Nonni |  |  | Bisnonni           |  |  | Trisnonni         |  |
|                                  |                     |                                               |                                              |  |  |       |  |  | Leopoldo di Lorena |  |  | Carlo V di Lorena |  |
|                                  |                     |                                               |                                              |  |  |       |  |  | Leopoldo di Lorena |  |  | Carlo V di Lorena |  |
|                                  |                     | Eleonora Maria Giuseppina d'Austria           |                                              |  |  |       |  |  | Leopoldo di Lorena |  |  |                   |  |
| Francesco I di Lorena            |                     |                                               |                                              |  |  |       |  |  | Leopoldo di Lorena |  |  |                   |  |
|                                  |                     | Elisabetta Carlotta di Borbone-Orléans        | Filippo I di Borbone-Orléans                 |  |  |       |  |  |                    |  |  |                   |  |
|                                  |                     | Elisabetta Carlotta di Borbone-Orléans        | Filippo I di Borbone-Orléans                 |  |  |       |  |  |                    |  |  |                   |  |
|                                  |                     | Elisabetta Carlotta di Borbone-Orléans        | Elisabetta Carlotta di Baviera               |  |  |       |  |  |                    |  |  |                   |  |
| Leopoldo II d'Asburgo-Lorena     |                     | Elisabetta Carlotta di Borbone-Orléans        |                                              |  |  |       |  |  |                    |  |  |                   |  |
|                                  |                     | Carlo VI d'Asburgo                            | Leopoldo I d'Asburgo                         |  |  |       |  |  |                    |  |  |                   |  |
|                                  |                     | Carlo VI d'Asburgo                            | Leopoldo I d'Asburgo                         |  |  |       |  |  |                    |  |  |                   |  |
|                                  |                     | Carlo VI d'Asburgo                            | Eleonora del Palatinato-Neuburg              |  |  |       |  |  |                    |  |  |                   |  |
| Maria Teresa d'Austria           |                     | Carlo VI d'Asburgo                            |                                              |  |  |       |  |  |                    |  |  |                   |  |
|                                  |                     | Elisabetta Cristina di Brunswick-Wolfenbüttel | Luigi Rodolfo di Brunswick-Lüneburg          |  |  |       |  |  |                    |  |  |                   |  |
|                                  |                     | Elisabetta Cristina di Brunswick-Wolfenbüttel | Luigi Rodolfo di Brunswick-Lüneburg          |  |  |       |  |  |                    |  |  |                   |  |
|                                  |                     | Elisabetta Cristina di Brunswick-Wolfenbüttel | Cristina Luisa di Oettingen-Oettingen        |  |  |       |  |  |                    |  |  |                   |  |
| Francesco II d'Asburgo-Lorena    |                     | Elisabetta Cristina di Brunswick-Wolfenbüttel |                                              |  |  |       |  |  |                    |  |  |                   |  |
|                                  | Filippo V di Spagna | Luigi, il Gran Delfino                        |                                              |  |  |       |  |  |                    |  |  |                   |  |
|                                  | Filippo V di Spagna | Luigi, il Gran Delfino                        |                                              |  |  |       |  |  |                    |  |  |                   |  |
|                                  | Filippo V di Spagna | Maria Anna di Baviera                         |                                              |  |  |       |  |  |                    |  |  |                   |  |
| Carlo III di Spagna              | Filippo V di Spagna |                                               |                                              |  |  |       |  |  |                    |  |  |                   |  |
|                                  |                     | Elisabetta Farnese                            | Odoardo II Farnese                           |  |  |       |  |  |                    |  |  |                   |  |
|                                  |                     | Elisabetta Farnese                            | Odoardo II Farnese                           |  |  |       |  |  |                    |  |  |                   |  |
|                                  |                     | Elisabetta Farnese                            | Dorotea Sofia di Neuburg                     |  |  |       |  |  |                    |  |  |                   |  |
| Maria Ludovica di Borbone-Spagna |                     | Elisabetta Farnese                            |                                              |  |  |       |  |  |                    |  |  |                   |  |
|                                  |                     | Augusto III di Polonia                        | Augusto II di Polonia                        |  |  |       |  |  |                    |  |  |                   |  |
|                                  |                     | Augusto III di Polonia                        | Augusto II di Polonia                        |  |  |       |  |  |                    |  |  |                   |  |
|                                  |                     | Augusto III di Polonia                        | Cristiana Eberardina di Brandeburgo-Bayreuth |  |  |       |  |  |                    |  |  |                   |  |
| Maria Amalia di Sassonia         |                     | Augusto III di Polonia                        |                                              |  |  |       |  |  |                    |  |  |                   |  |
|                                  |                     | Maria Giuseppa d'Austria                      | Giuseppe I d'Asburgo                         |  |  |       |  |  |                    |  |  |                   |  |
|                                  |                     | Maria Giuseppa d'Austria                      | Giuseppe I d'Asburgo                         |  |  |       |  |  |                    |  |  |                   |  |
|                                  |                     | Maria Giuseppa d'Austria                      | Guglielmina Amalia di Brunswick-Lüneburg     |  |  |       |  |  |                    |  |  |                   |  |
|                                  |                     | Maria Giuseppa d'Austria                      |                                              |  |  |       |  |  |                    |  |  |                   |  |